# Diari Iran
Iran (en persa: ایران) és el diari oficial del govern de l'Iran.

## Història
L'Iran va ser creat el 1995. L'Agència de Notícies de la República Islàmica (IRNA) és propietària i publica aquest diari. El lloc web afiliat d'Iran és Iran Network. IRNA també publica Iran Daily, un diari en anglès, Alvefagh, un diari en àrab, Irane varzeshi, un diari esportiu, i Irane Sepid per a persones cegues. El diari dona suport a les polítiques del govern i es descriu com un diari conservador progovernamental.
El diari va ser dirigit per Mosayeb Naeemi durant la presidència de Mahmoud Ahmadinejad. Després de les eleccions presidencials de 2013, Mohammad Taqi Roghaniha, director general de l'Iran Cultural and Press Institute (ICPI), va ser nomenat director del diari.
L'Iran va ser tancat pel Consell de Supervisió de Premsa el maig de 2006 després de la publicació d'una caricatura que es va considerar "divisoria i provocadora". La caricatura que es burlava dels àzeris va causar revulsiu entre els àzeris que vivien al país. Com a resposta, tant l'artista que havia dibuixat la caricatura com l'editor en cap van ser arrestats. El diari va ser prohibit de nou durant sis mesos per un tribunal iranià a causa del seu presumpte informe fals el juny de 2013.